# Arlenis Sierra
Arlenis Sierra (Manzanillo (Granma),7 december 1992) is een Cubaanse wielrenster, die actief is zowel op de baan als op de weg. 

## Carrière
In beide disciplines, baan en weg, is ze Pan-Amerikaans kampioen en meervoudig Cubaans kampioen op de weg. Ze won goud in de wegrit op de Pan-Amerikaanse Spelen 2011 en op de baan won ze goud op de Centraal-Amerikaanse en Caraïbische Spelen 2014 en 2018 in de ploegenachtervolging. Vanaf 2017 reed ze bij Astana, in 2021 A.R. Monex geheten en vanaf 2022 komt ze uit voor Movistar.
Sierra kwam uit voor Cuba op de Olympische Zomerspelen 2016 in Rio de Janeiro; ze werd 28e in de wegrit, op 6'36 achter winnares Anna van der Breggen. Ze won in dat jaar ook meerdere etappes en eindklassementen in de Tour de San Luis, Vuelta a Costa Rica en Ronde van Bretagne. In het voorjaar van 2017 won ze een etappe in de Setmana Ciclista Valenciana en werd tweede in de Trofeo Alfredo Binda, haar eerste World-Tourwedstrijd en waarmee ze zo blij was dat ze, net als winnares Coryn Rivera, haar handen in de lucht stak. In de Ronde van Californië 2017 werd ze in de vier etappes 2e, 3e, 5e en 6e en veroverde hierdoor zowel de punten- als de jongerentrui en werd derde in het eindklassement.

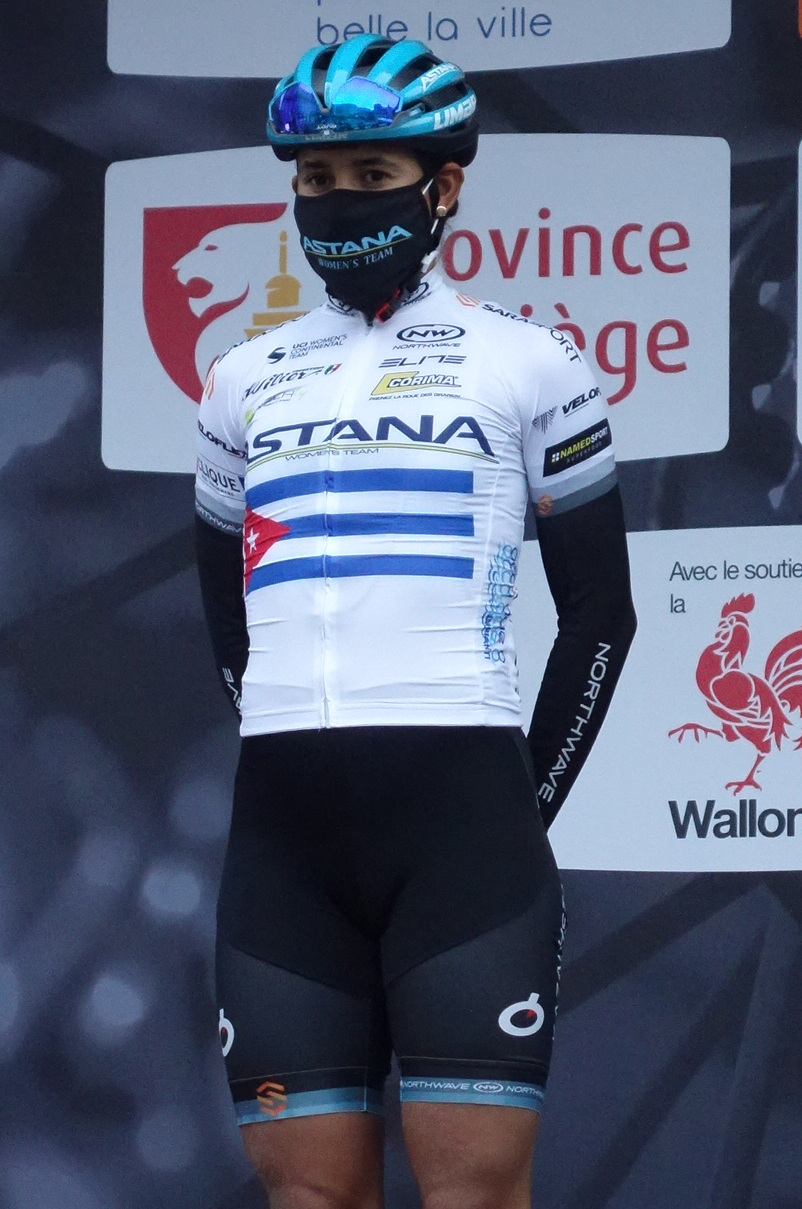
Arlenis Sierra bij de Waalse Pijl 2020

Tijdens de Olympische Zomerspelen 2020 in Tokio in juli 2021 werd ze 34e namens Cuba in de wegwedstrijd op ruim zeven minuten achter winnares Anna Kiesenhofer.
In 2022 won Sierra het Pan-Amerikaans kampioenschap op de weg en won ze twee etappes en het eindklassement van de Ruta del Sol. In 2023 won ze de weg- en tijdrit tijdens de Centraal-Amerikaanse en Caraïbische Spelen.
Op 1 juni 2024 won Sierra de slotrit van de Ruta del Sol. Later die maand won ze zowel het Cubaans kampioenschap op de weg als het nationaal kampioenschap tijdrijden. In augustus nam ze deel namens Cuba aan de Olympische Spelen in Parijs. In de wegwedstrijd werd ze 48e. Hierna ging ze met zwangerschapsverlof. Begin april 2025 beviel ze van een zoon.

## Palmares

### Baanwielrennen
| Jaar | PAK                   | CA CS                                                                                             | WK          | Overige                          |
| ---- | --------------------- | ------------------------------------------------------------------------------------------------- | ----------- | -------------------------------- |
| 2011 | puntenkoers           |                                                                                                   |             |                                  |
| 2012 |                       |                                                                                                   |             |                                  |
| 2013 | ploegenachtervolging  |                                                                                                   |             |                                  |
| 2014 | scratch · puntenkoers | ploegenachtervolging · scratch                                                                    |             |                                  |
| 2015 | puntenkoers · scratch |                                                                                                   |             |                                  |
| 2016 | puntenkoers · scratch |                                                                                                   | puntenkoers |                                  |
| 2017 |                       |                                                                                                   |             |                                  |
| 2018 |                       | ploegenachtervolging · koppelkoers (met Yudelmis Dominguez Masague) · achtervolging · puntenkoers |             |                                  |
| 2019 |                       |                                                                                                   |             | Pan-Amerikaanse Spelen: · omnium |

### Wegwielrennen
2011
 Pan-Amerikaanse Spelen, wegrit
2012
 Cubaans kampioenschap op de weg
2013
 Pan-Amerikaans kampioen op de weg
2014
 Pan-Amerikaans kampioen op de weg
 Cubaans kampioen op de weg
 Cubaans kampioenschap tijdrijden
5e etappe Tour de San Luis
2015
 Cubaans kampioen op de weg
 Cubaans kampioenschap tijdrijden
2016
 Cubaans kampioen op de weg
 Pan-Amerikaans kampioenschap op de weg
6e etappe Tour de San Luis
Eind-, punten- en bergklassement Vuelta a Costa Rica
2e en 3e etappe Vuelta a Costa Rica
Eind-, punten- en jongerenklassement Ronde van Bretagne
1e en 3e etappe Ronde van Bretagne
2017
 Cubaans kampioen op de weg
 Cubaans kampioen tijdrijden
3e etappe Setmana Ciclista Valenciana
Trofeo Oro in Euro
2e in Trofeo Alfredo Binda
Punten- en jongerenklassement Ronde van Californië
2e in 3e etappe  Ronde van Californië
3e in eindklassement Ronde van Californië
Eind-, punten- en bergklassement Ronde van Costa Rica
Proloog, 1e en 3e etappe Ronde van Costa Rica
2e in Giro dell'Emilia
2e in Winston Salem Classic
2018
 Pan-Amerikaans kampioen op de weg
 Centraal-Amerikaanse en Caraïbische Spelen, tijdrit
 Cubaans kampioenschap op de weg
3e etappe Ronde van Californië (WWT)
Ronde van Guangxi (WWT)
2019
 Pan-Amerikaanse Spelen, wegrit
 Cubaans kampioen op de weg
 Cubaans kampioen tijdrijden
Cadel Evans Great Ocean Road Race
1e, 2e, 4e en 5e etappe Ronde van Guatemala
Eind- en puntenklassement Ronde van Toscane
Proloog Ronde van Toscane
2020
1e etappe en puntenklassement Herald Sun Tour
2021
Clásica Féminas de Navarra
Eind- en puntenklassement Ronde van Toscane
Proloog en 1e etappe Ronde van Toscane
1e etappe Tour de l'Ardèche
Ronde van de Drie Valleien
2022
 Pan-Amerikaans kampioen op de weg
Eind- en puntenklassement Ruta del Sol
1e en 2e etappe Ruta del Sol
1e etappe Ronde van Romandië
2023
 Centraal-Amerikaanse en Caraïbische Spelen, tijdrit
 Centraal-Amerikaanse en Caraïbische Spelen, wegwedstrijd
 Cubaans kampioen tijdrijden
2024
4e etappe Ronde van Andalusie
 Cubaans kampioen tijdrijden
 Cubaans kampioen wegrit

#### Resultaten in voornaamste wedstrijden
| Jaar | Ronde van Italië | Ronde van Frankrijk | Ronde van Spanje |
| ---- | ---------------- | ------------------- | ---------------- |
| 2017 | 10e              |                     |                  |
| 2018 |                  |                     |                  |
| 2019 |                  |                     |                  |
| 2020 | 42e              |                     |                  |
| 2021 | opgave           |                     |                  |
| 2022 | opgave           | 27e                 | 16e              |
| 2023 |                  |                     |                  |
| 2024 |                  |                     |                  |

| Jaar | Gent-Wevelgem | Ronde van Vlaanderen | Parijs-Roubaix | Amstel Gold Race | Luik-Bast.‑Luik | Trofeo Alfredo Binda | Waalse Pijl | Ronde van Emilia |  | WK op de weg |
| ---- | ------------- | -------------------- | -------------- | ---------------- | --------------- | -------------------- | ----------- | ---------------- |  | ------------ |
| 2017 | 18e           | 24e                  |                |                  |                 | ↑                    |             |                  |  |              |
| 2018 | 4e            | 21e                  |                | 11e              |                 | 12e                  |             | ↑                |  | 27e          |
| 2019 | 14e           | 34e                  |                |                  |                 | 43e                  | 12e         | 11e              |  | 12e          |
| 2020 | 39e           |                      |                |                  | 29e             |                      | 35e         | 47e              |  | 39e          |
| 2021 | 15e           | opgave               |                | 46e              | 37e             |                      | 42e         | ↑                |  | 5e           |
| 2022 | 16e           | 4e                   |                | 40e              | 7e              | opgave               | 15e         | 4e               |  | 6e           |
| 2023 | opgave        | 10e                  | 56e            | 75e              | 69e             | 4e                   | 66e         | 40e              |  | 53e          |
| 2024 | 6e            | 12e                  | 18e            | 23e              |                 | 42e                  |             |                  |  |              |

#### Resultaten in overige rondes
| Jaar | Tour Down Under | Wielerweek van Valencia | Ronde van Burgos | Ronde van Californië | Ronde van Zwitserland | Ronde van Scandinavië | Ronde van Romandië | Simac Ladies Tour |
| ---- | --------------- | ----------------------- | ---------------- | -------------------- | --------------------- | --------------------- | ------------------ | ----------------- |
| 2017 |                 | ↑ (1)                   |                  | ↑                    |                       |                       |                    |                   |
| 2018 |                 |                         |                  | 42e (1)              |                       |                       |                    | 27e               |
| 2019 | 24e             |                         |                  | 18e                  |                       |                       |                    |                   |
| 2020 | 16e             | 14e                     |                  |                      |                       |                       |                    |                   |
| 2021 |                 |                         | 22e              |                      |                       |                       |                    |                   |
| 2022 |                 |                         |                  |                      |                       |                       | 36e (1)            |                   |
| 2023 |                 | 64e                     |                  |                      | 18e                   | 24e                   |                    | 26e               |
| 2024 |                 | 67e                     |                  |                      |                       |                       |                    |                   |

## Ploegen
- 2017 -  Astana Women's Team
- 2018 -  Astana Women's Team
- 2019 -  Astana Women's Team
- 2020 -  Astana Women's Team
- 2021 -  A.R. Monex
- 2022 -  Movistar Team
- 2023 -  Movistar Team
- 2024 -  Movistar Team
- 2025 -  Movistar Team

Aalerud · Biannic · Erić · Gigante · González · Guarischi · Gutiérrez · Martín · Norsgaard · Oyarbide · Patiño · Rodríguez · Sierra · Van Vleuten
Aalerud · Biannic · Bjerg · Erić · Gigante · González · Gutiérrez · Lippert · Mackaij · Martín · Meijering (vanaf 1/5) · Oyarbide · Patiño · Rodríguez · Sierra · Van Vleuten
Baril · Biannic · Bjerg · Erić · Ferguson (stage vanaf 1/8) · Gutiérrez · Lippert · Mackaij · Martín · Meijering · Patiño · La. Ruiz · Lu. Ruiz · Sierra · Steels
Baril · Biannic · Erić · Ferguson · Gutiérrez · Lippert · Lloyd · Mackaij · Magalhães · Martín · Meijering · Ostiz (stage vanaf 1/8) · Patiño · La. Ruiz · Lu. Ruiz · Reusser · Sierra · Steels